# MOS Technology
MOS Technology, Inc., также известная как CSG (Commodore Semiconductor Group) — американская компания, разработчик и производитель микросхем. Располагалась в Норристауне, штат Пенсильвания. Наиболее известна как разработчик микропроцессора 6502 и различных микросхем для домашних компьютеров компании Commodore International.
Буквы «MOS» в названии компании являются сокращением от Metal Oxide Semiconductor (металл-оксид-полупроводник), названия полупроводниковой структуры.

## История
Компания изначально была основана для производства микрокалькуляторов и микросхем для них, разработанных компанией Texas Instruments. Компания также недолго производила специализированную микросхему для игровой приставки Pong компании Atari. С ростом рынка калькуляторов компания постепенно стала принадлежать компании Commodore Business Machines, купившей почти весь объём поставок компонентов для своей линии калькуляторов.
В 1975 году в истории компании произошли значительные изменения. Несколько разработчиков процессора Motorola 6800 ушли из компании Motorola вскоре после его выхода на рынок, не получив от руководства компании отклика на собственные доработки, которые могли бы значительно снизить цену процессора за счет упрощения лишних инструкций, которые не были нужны большинству производителей электроники. В то время не существовало компаний, занимающихся только разработкой микросхем, поэтому для реализации своих идей им пришлось присоединиться к компании - производителю микросхем. MOS была небольшой компанией с хорошей репутацией и находилась в подходящем месте, на Восточном побережье США.
Группа, состоявшая из четырёх разработчиков во главе с Чаком Педдлом (Chuck Peddle) и включавшая Билла Менша (Bill Mensch), начала разработку нового микропроцессора, похожего на 6800, но превосходящего его за счет более низкой цены благодаря упрощению количества инструкций в процессоре. Получившийся процессор, 6501, напоминал своим устройством 6800, но за счёт ряда упрощений мог работать до четырёх раз быстрее.

### Семейство 6502
Почти сразу после анонса процессора 6501 компания Motorola начала судебное разбирательство. Хотя 6501 программно не совместим с 6800, за счёт совпадающего назначения и расположения выводов он мог устанавливаться в существующие системы, разработанные для 6800, без их изменения. Для Motorola этого оказалось достаточно, чтобы подать судебный иск. Продажи 6501 были практически полностью остановлены. Судебное разбирательство продолжалось много лет и окончилось принуждением компании MOS к выплате штрафа размером 200 000 $, что являлось незначительной суммой.
Тем временем в сентябре 1975 года были начаты продажи процессора 6502 с рабочей частотой 1 МГц и начальной ценой в 25 $. Процессор был практически идентичен 6501, отличаясь только назначением выводов. Более сложные и дорогие процессоры 6800 и Intel 8080 имели меньшее быстродействие и, к тому же, 6502 был проще в использовании и значительно дешевле. Хотя возможность использования процессора в существующих системах, разработанных для процессора 6800, была потеряна, низкая цена позволила быстро превзойти 6800 в популярности и сделать этот недостаток незначительным.

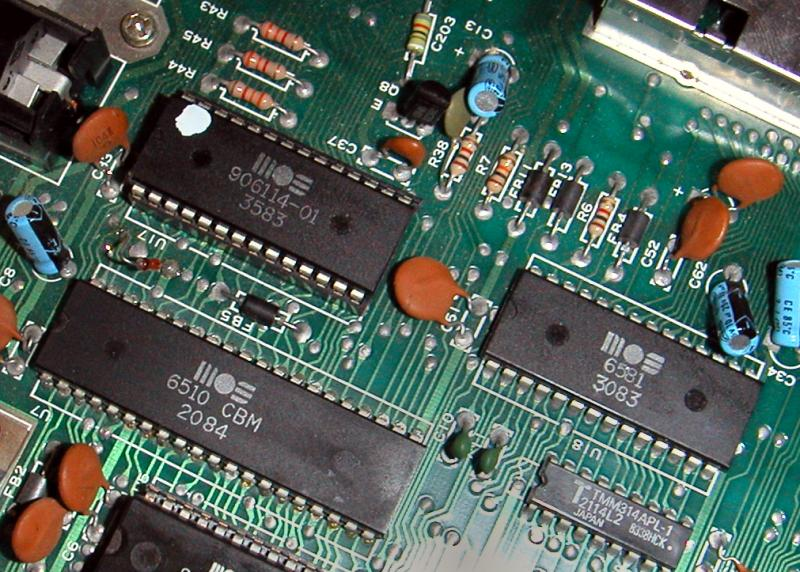
Печатная плата компьютера Commodore 64 с микросхемами MOS Technology: процессор 6510 (длинная микросхема, нижняя слева) и 6581 SID (справа). Под обозначением микросхем указана дата производства в формате неделя/год (НН/ГГ)

Цена 6502 была настолько низка, что после первого показа процессора на выставке в 1975 году многие люди посчитали заявленную стоимость нереалистичной. В своих расчётах они не учитывали более высокий процент выхода годных микросхем, обеспечиваемый технологией исправления масок, которой обладала MOS. Сомнения были развеяны после того, как на той же выставке компании Intel и Motorola объявили о снижении стоимости своих процессоров до 179 $ и 69 $, чтобы конкурировать с существенно более дешёвым 6502. Это подняло доверие к процессору, и по окончании выставки деревянная бочка, полная демонстрационных образцов, была пуста.
Процессор 6502 быстро набрал популярность, став одним из самых популярных процессоров своего времени. Был выпущен ряд модификаций процессора, получивших обозначения от 6503 до 6507. Они были выполнены в корпусе DIP28 для дальнейшего снижения стоимости и отличались отсутствием некоторых внешних сигналов и разрядностью шины адреса. Наиболее популярной из них стала модификация 6507, использовавшаяся в игровой консоли Atari 2600 и дисководах Atari. Модификация 6504 использовалась в некоторых принтерах. Также были выпущены модификации с обозначениями от 6512 до 6515, отличавшиеся отсутствием встроенного генератора тактовой частоты и предназначенные для использования в устройствах, имеющих отдельный генератор частоты. Другой популярной модификацией стал процессор 6510, использовавшийся в компьютере Commodore 64 и имевший дополнительные порты ввода-вывода.
Ряд компаний, включая Rockwell International, GTE, Synertek и Western Design Center (WDC), приобрёл у MOS лицензию на производство микросхем линейки 650x. Компании Ricoh и Hudson Soft, которые также приобрели лицензию на производство процессора, разработали его модифицированные варианты 2A03 и HuC6280 для использования в игровых консолях Famicom (Nintendo Entertainment System) и PC Engine (TurboGrafx-16).

### Commodore Semiconductor Group
Несмотря на успех 6502, компания испытывала финансовые трудности. Примерно в то время, когда был выпущен процессор, произошёл обвал всего рынка микрокалькуляторов, и продукция компании стала невостребованной. Помощь пришла в виде компании Commodore, в 1976 году купившей MOS с условием, что Чак Педдл станет старшим инженером в компании Commodore. После приобретения компания некоторое время продолжала использовать своё старое название, чтобы избежать необходимости обновления уже напечатанной документации. После переименования в Commodore Semiconductor Group (CSG) микросхемы, производившиеся компанией, продолжали маркироваться логотипом MOS до 1989 года.
MOS ранее разработала простой одноплатный микрокомпьютер KIM-1, в основном в целях демонстрации процессора 6502. После перехода в Commodore Педдл убедил Джека Трэмиела, владельца компании, что микрокалькуляторы стали тупиковым направлением и будущее за домашними компьютерами. Обновлённый KIM-1 с новым драйвером дисплея и клавиатурой стал компьютером Commodore PET.
Оригинальная группа разработчиков процессора 6502 была ещё меньше заинтересована в работе на Commodore, чем на Motorola, и команда стала быстро разваливаться. Одним из результатов этого стало то, что разработанная ими новая микросхема 6522 (VIA) осталась без документации на несколько лет.
Билл Менш ушёл из MOS ещё до её приобретения компанией Commodore и отправился домой, в Месу, Аризона. После недолгой работы в местной консультирующей компании ICE, в 1978 году он основал компанию Western Design Center (WDC). После получения лицензии на производство микросхем линейки 650x первыми продуктами компании стали КМОП-версии процессора 6502 — как в виде отдельного процессора 65C02, так и в составе микроконтроллера 65C150. Компания также разработала и выпустила 16-разрядный процессор 65816, являющийся развитием 65C02 и имеющий обратную программную совместимость. Была полностью разработана и 32-разрядная версия процессора, 65832, не пошедшая в производство. Впоследствии компания выпустила КМОП-версии большинства микросхем оригинальной линейки, использовавшиеся в различных встраиваемых системах типа медицинского оборудования и приборных панелей автомобилей.

### GMT Microelectronics
После банкротства Commodore в 1994 году компания Commodore Semiconductor Group была приобретена своим бывшим руководством приблизительно за 4,3 миллиона долларов плюс 1 миллион на покрытие дополнительных расходов, включая залоги EPA. Генеральным директором стал Деннис Писнелл (Dennis Peasenell).
В 1995 году компания, действуя под новым названием GMT Microelectronics (Great Mixed-signal Technologies), открыла старую фабрику по производству микросхем, которой ранее владела MOS Technologies и которая была закрыта Commodore в 1992 году.
Фабрика была в списке EPA как источник опасных отходов с 1989 года. В 1999 году на ней работало 183 сотрудника, прибыль составляла 21 миллион долларов. Однако, в 2001 году EPA закрыла фабрику. Компания GMT прекратила работу и была ликвидирована.

## Продукция
- KIM-1 — одноплатный компьютер (набор)/плата для освоения процессора 6502
- MOS Technology 4510 — CPU (CSG 65CE02) with two CIAs on-chip; 3.45 МГц
- MOS Technology 5719 — Gary Gate Array
- MOS Technology 6501 — CPU (процессор, электрически совместимый с Motorola 6800)
- MOS Technology 6502 — CPU (процессор, аналог 6501 без совместимости с 6800)
- MOS Technology 6507 — CPU (процессор с 13-разрядной шиной адреса)
- MOS Technology 6508 — CPU (процессор с 256 байтами ОЗУ и 8 линиями ввода-вывода)
- MOS Technology 6509 — CPU (процессор с 20-разрядной шиной адреса)
- MOS Technology 6510 — CPU (процессор без встроенного тактового генератора и с портами ввода-вывода)
- MOS Technology 6520 — PIA Peripheral Interface Adapter (Периферийный интерфейсный адаптер)
- MOS Technology 6522 — VIA Versatile Interface Adapter (Универсальный интерфейсный адаптер)
- MOS Technology TPI   — TPI Tri-Port Interface, aka 6523/6525
- MOS Technology CIA   — CIA Complex Interface Adapter, aka 6526/8520/8521
- MOS Technology SPI — SPIA Single Port Interface Adapter
- MOS Technology 6530 — RRIOT ROM-RAM-I/O Timer
- MOS Technology 6532 — RIOT RAM-I/O Timer
- MOS Technology 6545 — CRTC CRT Controller (контроллер электронно-лучевой трубки)
- MOS Technology 6551 — ACIA Asynchronous Communications Interface Adapter
- MOS Technology VIC   — VIC Video Interface Chip, также 6560 (NTSC) и 6561 (PAL)
- MOS Technology VIC-II или 6567/8562/8564 (NTSC) и 6569/8565/8566 (PAL)
- MOS Technology SID   — SID Sound Interface Device, также 6581/6582/8580
- MOS Technology TED  — TED Text Editing Device, также 7360/8360 (HMOS-I/II)
- MOS Technology 7501
- MOS Technology 8362 — Denise Display Encoder
- MOS Technology 8364 — Paula Port Audio UART and Logic
- MOS Technology 8370 — Agnus Address Generator Unit
- MOS Technology 8373 — ECS Denise Display Encoder
- MOS Technology 8500 — CPU (процессор, HMOS-II версия 6510)
- MOS Technology 8501 — CPU (процессор, HMOS-II версия 6502 с 7-разрядным портом ввода-вывода)
- MOS Technology 8502 — CPU (процессор, совместим с 6510, но с тактовой частотой 2 МГц)
- MOS Technology 8551 — ACIA Asynchronous Communications Interface Adapter (HMOS-II версия 6551)
- MOS Technology VDC — VDC Video Display Controller (видеоконтроллер)
- MOS Technology 8568 — VDC with composite HSYNC, VSYNC, and RDY interrupt
- MOS Technology 8701 — генератор тактовой частоты
- MOS Technology 8721 — PLA
- MOS Technology 8722 — MMU Memory Management Unit
- MOS Technology 8726 — REC RAM Expansion Controller